# Xylocopa ganglbaueri
Xylocopa ganglbaueri är en biart som beskrevs av Maidl 1912. Xylocopa ganglbaueri ingår i släktet snickarbin, och familjen långtungebin. Inga underarter finns listade i Catalogue of Life.